# Porte Dorée (metropolitana di Parigi)
Porte Dorée è una stazione sulla linea 8 della metropolitana di Parigi sita nel XII arrondissement di Parigi.

## La stazione
La stazione venne aperta nel 1931 e prese il nome dall'antica porta Daumesnil delle fortificazioni di Parigi. L'etimologia del nome potrebbe derivare dalla contrazione di «porte de l'orée du bois».

## Interconnessioni
- Bus RATP - 46, PC2

## Nelle vicinanze
- Bois de Vincennes